# Karl Reisinger
Karl Reisinger (8 de abril de 1936) es un deportista austríaco que compitió en judo. Ganó dos medallas en el Campeonato Europeo de Judo en los años 1964 y 1965.
Participó en los Juegos Olímpicos de Tokio 1964, donde finalizó noveno en la categoría de –68 kg.

## Palmarés internacional
| Campeonato Europeo | Campeonato Europeo    | Campeonato Europeo | Campeonato Europeo |
| Año                | Lugar                 | Medalla            | Categoría          |
| ------------------ | --------------------- | ------------------ | ------------------ |
| 1964               | Berlín Oriental (RDA) | Medalla de plata   | –68 kg             |
| 1965               | Madrid (España)       | Medalla de bronce  | –63 kg (A)         |